# Melanoxanthus tulagi
Melanoxanthus tulagi is een keversoort uit de familie kniptorren (Elateridae). De wetenschappelijke naam van de soort is voor het eerst geldig gepubliceerd in 1934 door Van Zwaluwenburg.